# Wikiquote
Wikiquote [ˌvɪkiˈkwoʊt] ist ein freies Online-Projekt mit dem Ziel, auf Wiki-Basis eine freie Zitatensammlung mit Zitaten in jeder Sprache zu schaffen. Wikiquote basiert wie die Wikipedia auf der Software MediaWiki. Für zusätzliche Informationen sorgen Links in die Wikipedia und zu Wikimedia-Projekten wie den Wikimedia Commons, Wikisource oder dem Wiktionary.
Die deutschsprachige Version von Wikiquote wurde am 18. Juli 2004 gestartet. Die Artikel über Zitate bieten (soweit bekannt) eine Quellenangabe und werden gegebenenfalls in die deutsche Sprache übersetzt.

## Geschichte von Wikiquote

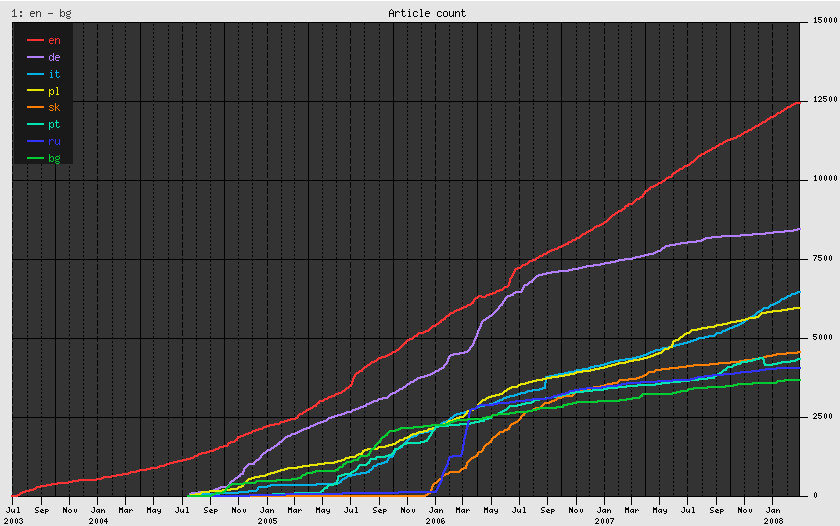
Wachstum der acht größten Wikiquotes bis Juli 2007

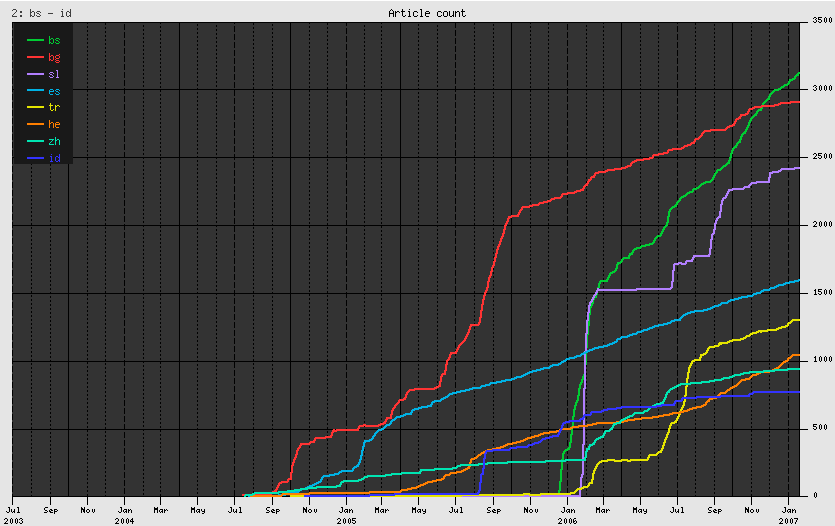
Wachstum weiterer Wikiquotes bis Januar 2007

Am 27. Juni 2003 wurde das Projekt Wikiquote in englischer Sprache vorläufig auf der Wolof-Variante der Wikipedia betrieben. Eine eigene Subdomain (quote.wikipedia.org) erhielt Wikiquote am 10. Juli 2003, eine eigene Domain (wikiquote.org) am 25. August 2003.
Ein Jahr später, am 17. Juli 2004, wurden neben der englischen auch andere Sprachversionen gestartet, im November 2004 gab es Wikiquote in insgesamt 24 Sprachen. Am 13. November wurde im englischen Wikiquote der 2000. Artikel angelegt, Ende März 2005 waren es, über alle Sprachversionen hinweg, insgesamt 10.000 Artikel. Im Juni 2005 gab es Wikiquote in 34 Sprachen, darunter in Latein und Esperanto.
Am 4. November 2005 hielt das englische Wikiquote Zitate in 5000 Artikeln vor. Zwischen November und Dezember 2005 erreichten das polnische, italienische und portugiesische Wikiquote 2000 Artikel, und das spanische 1000 Artikel. Den 5000. Artikel gab es im deutschsprachigen Wikiquote am 9. März 2006. Zwischen August und September 2006 erreichte das slowakische Wikiquote 3500 Artikel, das portugiesische 3000 und das slowenische 2000. Im März 2007 hielt Wikiquote in acht Sprachen bei über 3000 Artikeln, in weiteren fünf Sprachen bei über 1000 Artikeln, und in weiteren 23 Sprachen bei über 100 Artikeln. Das Projekt hat über 35.000 registrierte User für sich gewinnen können und in zwei Jahren seinen Artikelbestand auf über 50.000 Artikel verfünffacht. Das englische Wikiquote ist mit über 9000 Artikeln das Umfangreichste, gefolgt vom deutschen mit über 7000 und vom polnischen mit über 4000 Artikeln.

## Das deutschsprachige Wikiquote
Der erste Artikel des deutschsprachigen Wikiquote wurde am 18. Juli 2004 erstellt und hatte Bertrand Russell zum Thema, einen Tag später wurde mit Anatole France der hundertste Artikel erreicht. Am 14. November 2004 wurde mit Henning Mankell der 1000., am 31. Juli 2005 mit Otto Ludwig der 3000. und am 9. März 2006 mit Jürgen Grässlin der 5000. Artikel erstellt. Am 28. Oktober 2006 erreichte Wikiquote mit Alfons Frenk den 7000. Artikel.

## Rezeption und Diskurse
Kritisiert wurde vor allem die Seite über Graffiti, die eine beliebige Auswahl ohne Nachprüfbarkeit darstelle.
Bis 2006 wurde wiederholt bemängelt, dass im deutschen Wikiquote unfreie Zitate von Urhebern, die noch keine 70 Jahre tot sind, enthalten sind, ohne dass diese urheberrechtlich geschützten Zitate in einem Kontext stehen, der ihre Wiedergabe als Beleg rechtfertigen würde (vgl. Zitatensammlung). Seit einer Reformphase im Sommer 2006 sind diese Probleme weitgehend ausgeräumt.
Aufgrund urheberrechtlicher Probleme wurde das französischsprachige Wikiquote mit Wirkung zum 29. März 2006 von der Wikimedia Foundation zeitweise geschlossen; am 4. Dezember 2006 wurde es wiedereröffnet.
Zitate der verschiedenen Sprachfassungen von Wikiquote werden häufig in anderen Werken rezipiert – so liefert die Büchersuchmaschine books.google.com Anfang 2009 über 270 Werke, in denen Wikiquote erwähnt wird oder Zitate aus Wikiquote verwendet werden.

## Das Logo

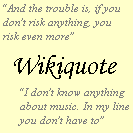
Erste Version mit Zitaten von Erica Jong (1977) und Elvis Presley (1954)
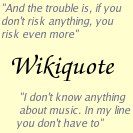
Version zwei
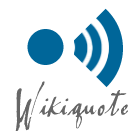
Version drei
Aktuell (Juni 2011)